# チベット高気圧
チベット高気圧（チベットこうきあつ）とは、春から夏にかけての暖候期前半に、チベット高原を中心としてアジアからアフリカにかけての広範囲を覆う、対流圏上層の高気圧である。

## 概要
上層の高気圧であり、100hPa（高度15-16km）や200hPa（高度約11km）の高層天気図では明瞭に確認できるが、海面気圧の地上天気図では認められない。特に中心付近は対流活動が活発なため、海面付近の高度では逆に低気圧となっている。
4月ごろマレー半島やその周辺のインド洋上に準定常的な高気圧として現れ始め、5月にはインドシナ半島付近の定常的な高気圧として解析されるようになる。6月になると中心がチベット高原に移り、8月頃まで活動が維持される。特に、7-8月頃には勢力が拡大して東に張り出すことがしばしばある。
熱帯の海洋の中でも西太平洋やインド洋は海面水温が高く、対流活動が活発である。そして、夏期のアジアでは海から陸へ向かう大規模な季節風（モンスーン）が吹いている。これにより、インド洋・西太平洋・アジアではモンスーンの移動に付随して対流活動の活発な領域が移動する。この領域では、大量の降水に伴う潜熱加熱（非断熱加熱）が加わって大規模な対流が維持されている。周囲よりも温まりやすいチベット高原の熱特性に、北上してきた対流活動の活発な領域の潜熱加熱が加わった結果として、対流圏上層が高圧となることで生じるのがチベット高気圧である。
日本付近では、夏季には対流圏下層を太平洋高気圧が広く覆っている。太平洋高気圧が平年よりも北西に偏り、その上、チベット高気圧が平年より東に張り出す年の夏は、猛暑になりやすいことが知られている。